# Burg Niederhaus
Die Burg Niederhaus ist die Ruine einer stauferzeitlichen Höhenburg auf 490 m ü. NN in der Nähe von Ederheim (OT Hürnheim) im Ries im Landkreis Donau-Ries in Schwaben. In unmittelbarer Nähe der Ruine hat sich der – noch bewirtschaftete – ehemalige Wirtschaftshof erhalten. Nur etwa einen Kilometer entfernt liegt die große Burgruine Hochhaus auf einer Randhöhe des Kartäusertales.

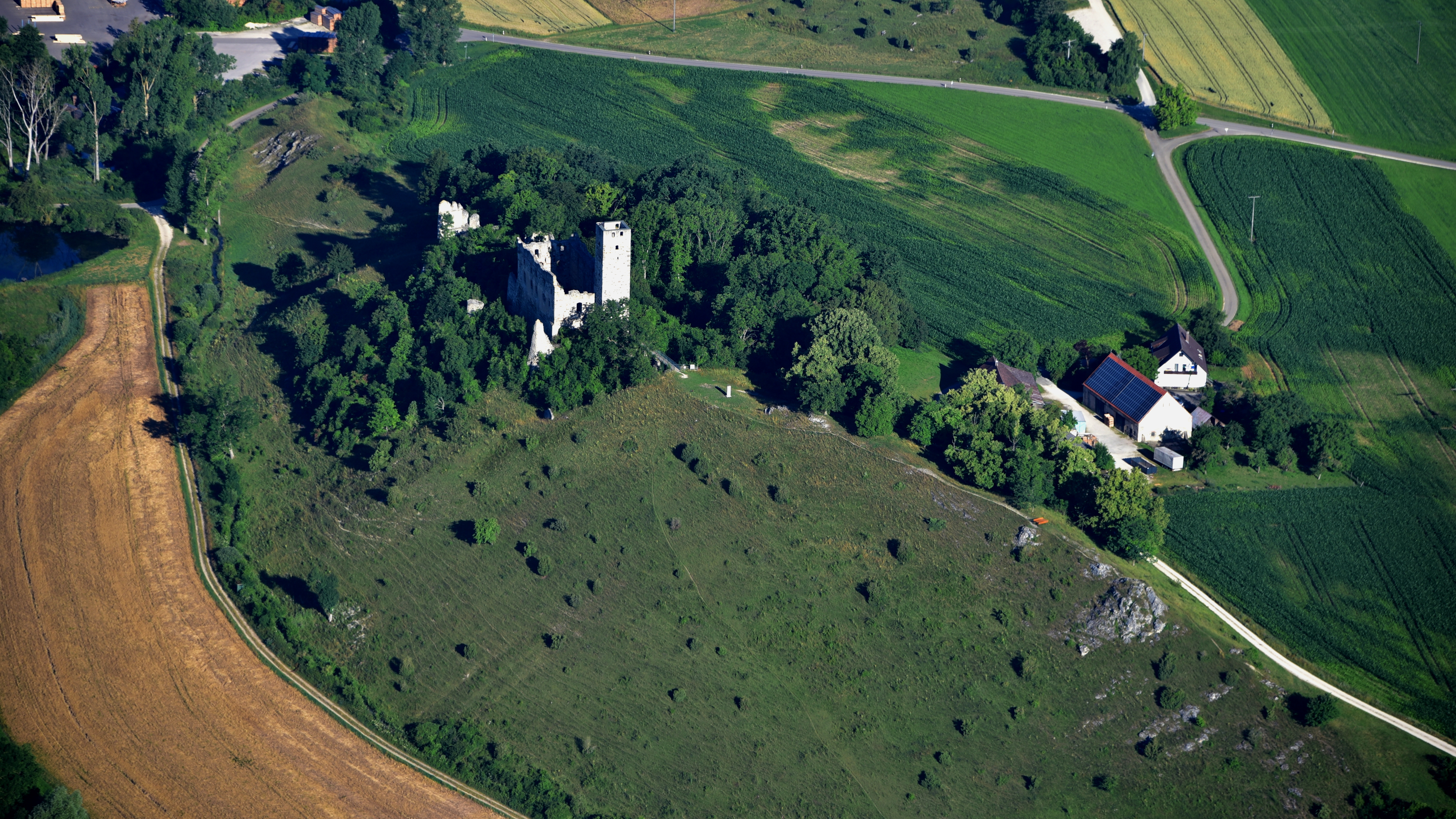
Burg Niederhaus, Luftaufnahme (2016)

## Geschichte
Die Burg wurde im 12. Jahrhundert als Stammsitz der Edelfreien von Hürnheim errichtet. Aus dem Bereich Worms und Speyer waren sie hierhergekommen. Im 10. Jahrhundert waren sie noch mit einer Hofstelle in Hürnheim selbst ansässig gewesen. Der ursprüngliche Name der Anlage war Burg Hürnheim, später wurde die Veste zur Unterscheidung von der nahen Burg Hochhaus als Niederhaus bezeichnet.

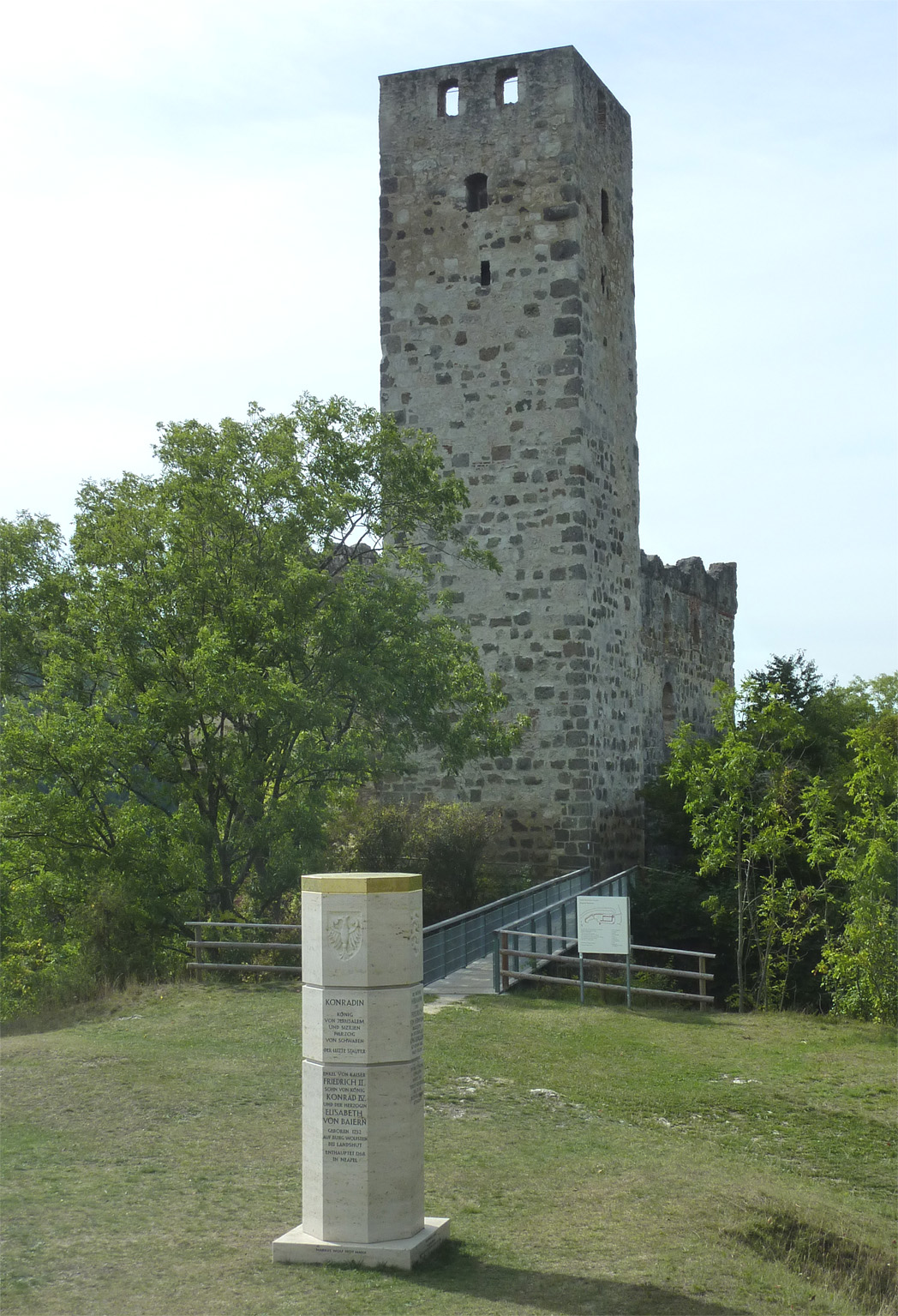
2012 eingeweihte Stauferstele vor der Burg

Ob sich an Stelle der heutigen Burg schon früher eine Wehranlage befand, ist rein spekulativ. Jedenfalls deuten die eindrucksvollen Doppelgräben (siehe Beschreibung) auf eine solche frühmittelalterliche Burganlage hin. Nur wenige Kilometer entfernt liegt auf dem Weiherberg eine riesige Ungarnschutzburg (10. Jahrhundert) im Wald, die Burgstelle Niederhaus könnte also durchaus auch als Ungarnrefugium gedient haben.
1379 verwüsteten Truppen des Schwäbischen Städtebundes die Burganlage, die in der Folge rasch wieder instand gesetzt wird.
Mit Hans Johann sterben die Herren von Hürnheim 1585 im Mannesstamm aus, die Tochter verkauft die Burg 1597 an die Grafen von Oettingen-Oettingen für 38.000 Gulden.
Im Jahre 1633 (Dreißigjähriger Krieg) fordert ein schwedischer Reitertrupp Proviant von der Burgbesatzung, der – wegen der geringen Zahl der Reiter und der eingebildeten Uneinnehmbarkeit des Niederhauses – verweigert wird. Angeblich soll die Tochter des Burgvogtes sogar den schwedischen Hauptmann erschossen haben. Nachdem die Schweden Verstärkung angefordert hatten, belagerten sie die Burg und drangen in der Nacht durch eine Bresche im Wasserturm in den Burghof ein.
Die daraus resultierenden Zerstörungen scheinen nicht so gravierend gewesen zu sein, die Burg wurde jedenfalls nochmals instand gesetzt und 1709 für 53.000 Gulden an den Deutschen Orden veräußert.
Als der Deutsche Orden 1805 im Zuge der Säkularisation aufgelöst wird, gelangt die Burganlage an das neu gegründete Königreich Bayern.
Im Zuge der Ruinenromantik des 19. Jahrhunderts ließ man die beiden Nachbarburgen Hoch- und Niederhaus absichtlich zu Ruinen verkommen. Das malerische Kartäusertal ist bis heute ein beliebtes Naherholungs- und Ausflugsgebiet der nahen Städte Nördlingen und Donauwörth.
Am 6. Mai 2012 wurde vor der Burg eine Stauferstele zu Ehren von Friedrich von Hürnheim, der am 29. Oktober 1268 gemeinsam mit dem letzten Staufer-König Konradin in Neapel enthauptet wurde, eingeweiht. Den Festvortrag hielt der deutsche Ex-Astronaut und Physiker Ulf Merbold.

## Beschreibung

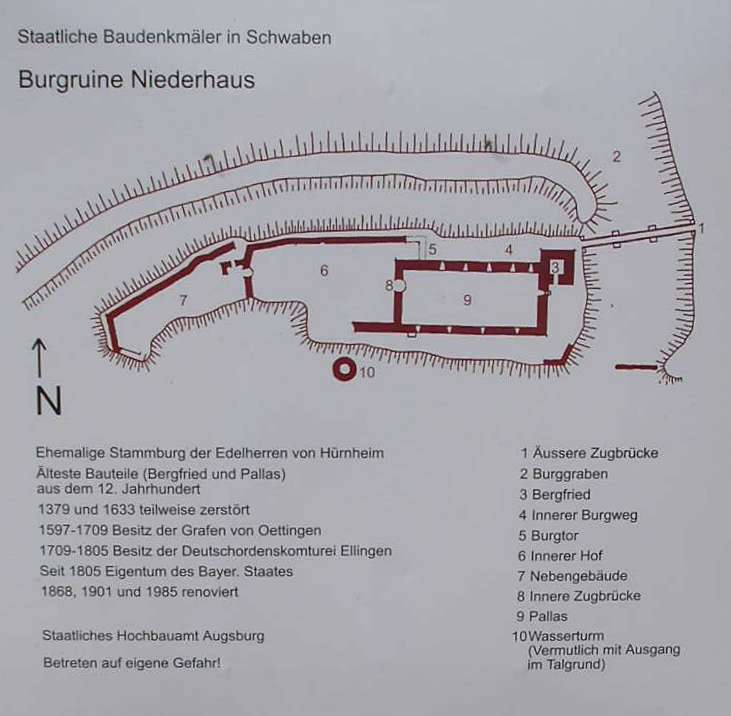
Infotafel an der Brücke

Die Burgruine liegt eindrucksvoll auf dem westlichen Ende eines felsigen Höhenzuges über dem Tal des kleinen Forellenbaches. Die Anlage ist von einem auffallend tiefen, doppelten Grabensystem umgeben. Solche ungewöhnlich tiefen Gräben deuten meist auf ältere, speziell ungarnzeitliche Vorgängerburgen oder Wallanlagen hin, urkundliche oder sonstige Belege hierfür fehlen aber.
Besonders zu beachten ist der nordöstlich der Burg gelegene ehemalige Wirtschaftshof, der den selten erhaltenen Zusammenhang von Burg und zugehörigem landwirtschaftlichen Betrieb eindrucksvoll dokumentiert. Der Hof wird noch heute bewirtschaftet, während die Burg schon seit Jahrhunderten unbewohnt ist.
Zwischen dem Wirtschaftshof und der heutigen Ruine lag früher die Vorburg, Reste eines Tores wurden 1978 in der Nähe des heutigen Zuganges zum Burgareal gefunden.
Über eine moderne Brücke überquert man den äußeren Halsgraben, hinter dem sich der schlanke Bergfried erhebt. Mit seinen Grundmaßen von etwa 6,5 × 6,5 Meter und einer Höhe von heute noch 23 Meter (ehemals ca. 30 Meter, wegen Einsturzgefahr ca. 7 Meter abgetragen), zählt der Bergfried zu den kleineren Vertretern seines Bautyps, die Mauerstärke beträgt im Erdgeschoss ca. 1,70 Meter. Der ursprüngliche Hocheingang liegt an der Südseite, heute gelangt man auch im Erdgeschoss ins Turminnere. Die Fundamente sollen der Literatur nach noch dem 12. Jahrhundert angehören, in seiner heutigen Form dürfte er aus dem 13. Jahrhundert stammen. In das Quadermauerwerk aus Suevitstein sind einige Buckelquader eingearbeitet.
Der heute dreigeschossige Palas schließt sich direkt an den Bergfried an, das ehemalige vierte Geschoss hat sich nur in Resten erhalten. Der Palas hatte die Grundmaße von 29 × 13,6 Meter (alle Maßangaben nach Schmitt). Der Zutritt zum Palas erfolgte über einen im Burghof stehenden 3-geschossigen Treppenturm, welcher etwa 4 Meter vor der Palaswestseite stand in das 3. Palasgeschoss über eine Zugbrücke, welche vom Palas auf den Treppenturm hergelegt werden konnte. Es war der einzige Zugang zum Palasgebäude. In diesem 3. Geschoss des Palas befand sich auch die Kemenate. Die Obergeschosse weisen zahlreiche – später offenbar veränderte – Fensteröffnungen auf. Das Mauerwerk gehört wesentlichen dem 13. und 14. Jahrhundert an und entspricht dem des Bergfriedes.
Am Palas vorbei gelangt man in den Burghof, das Innentor ist heute verschwunden. In die Ringmauer ist eine im Jahr 1868 eingeweihte Gedenktafel für Friedrich von Hürnheim eingelassen, der 1268 zusammen mit dem jungen König Konradin von Hohenstaufen in Neapel enthauptet wurde. Sein Bruder Hermann v. Hürnheim, welcher auch mit dem Staufer gezogen war, kam im Januar 1269 wohlbehalten wieder auf die Burg Hürnheim zurück. Der Burghof wird durch die Reste eines kleinen Torhauses abgeschlossen, das ehemals den Zutritt zum sogenannten Hinteren Haus ermöglichte, dessen Ruinenreste sich anschließen. Dieses „Hintere Haus“ war die erste Burg „Hurnhain“ = Hornwald, heute Hürnheim, als befestigter Wohnturm erstellt, auf welcher 1153 der Hürnheimer in einer Beurkundung erwähnt wird. Von diesem Wohnturm gibt es noch einen Raumplan auf der Burg Harburg im Archiv der Fürsten Oettingen-Wallerstein vom Jahr 1619, wo diese die maroden hölzernen Innenwände erneuert haben. Im Erdgeschoss der Rossstall, im ersten Obergeschoss die Herrschaftswohnung mit kleinem inneren Wehrgang im Ost- und halben Südbereich des Wohnturmes, von dem man in eine kleine Stube, in die Küche, in eine große Stube und die große Kammer gelangt ist. Im 2. Obergeschoss befanden sich zwei gleich große Kammern hintereinander für das Gesinde.
Ursprünglich war der Wohnturm im 1. Obergeschoss mit einer Leiter begehbar. Erst Anfang des 13. Jahrhunderts, als die Burg nach Osten hin erweitert wurde, wurde an den Wohnturm, der heute noch in Resten vorhandene Treppenturm (Schnecken) angebaut. 
An der Südseite der Hauptburg steht der acht Meter hohe sogenannte „Wasserturm“, durch den 1634 die schwedischen Eroberer in die Burg eingedrungen sein sollen. Er war ursprünglich ca. 10 Meter höher und die Wasserentnahme erfolgte über den Wehrgang.
Die 1868 und 1901 durch das Königreich Bayern sowie 1985 und 2006 gesicherte Burgruine ist jederzeit frei zugänglich. Vergleiche mit Stichen und Zeichnungen aus der Mitte des 19. Jahrhunderts (siehe Sponsel/Steger) lassen keine größeren Substanzverluste während der letzten 150 Jahre erkennen. Allerdings ist hier noch der niedrige Turm des inneren Tores dokumentiert, der bereits auf einer Ansicht von 1861 vollständig fehlt. Anfang des 19. Jahrhunderts waren noch größere Teile der äußeren Ringmauer vorhanden.

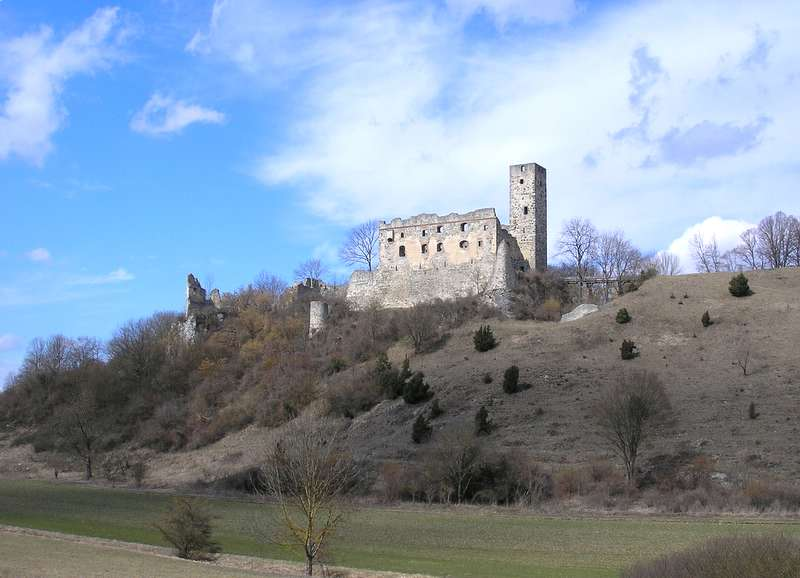
Südostansicht aus dem Forellenbachtal
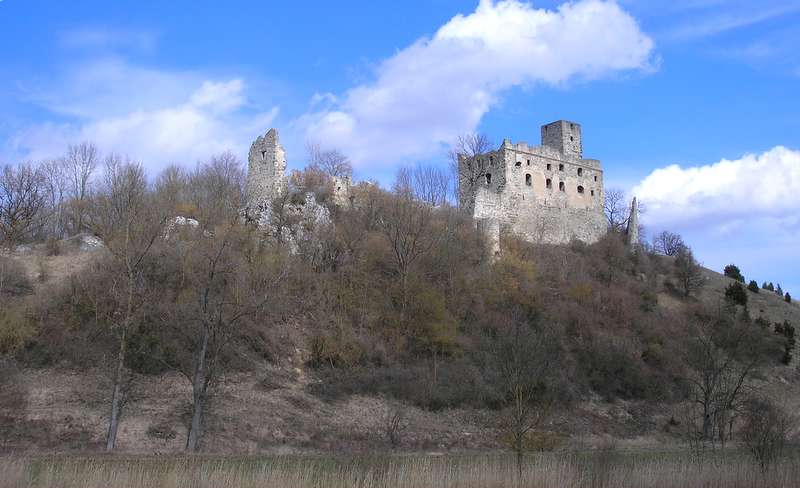
Die Burg über dem Forellenbachtal
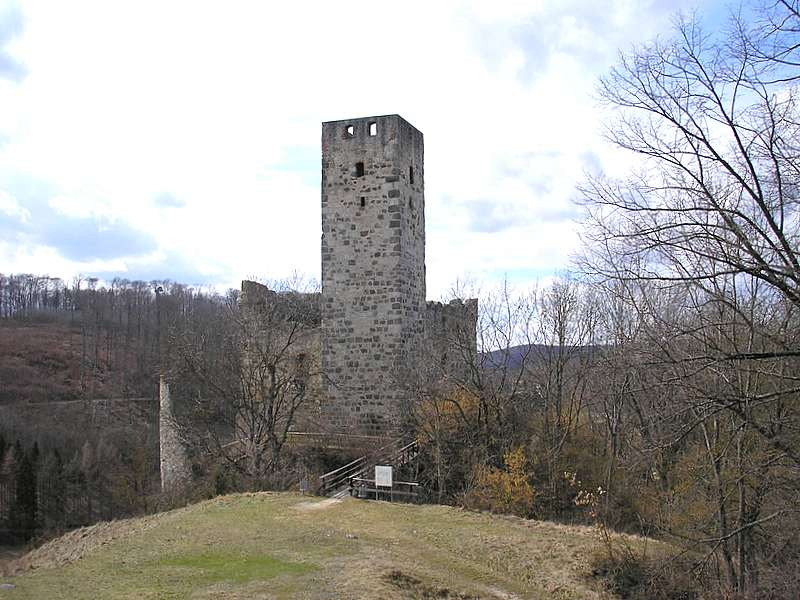
Nordostansicht mit der Brücke und dem schlanken Bergfried
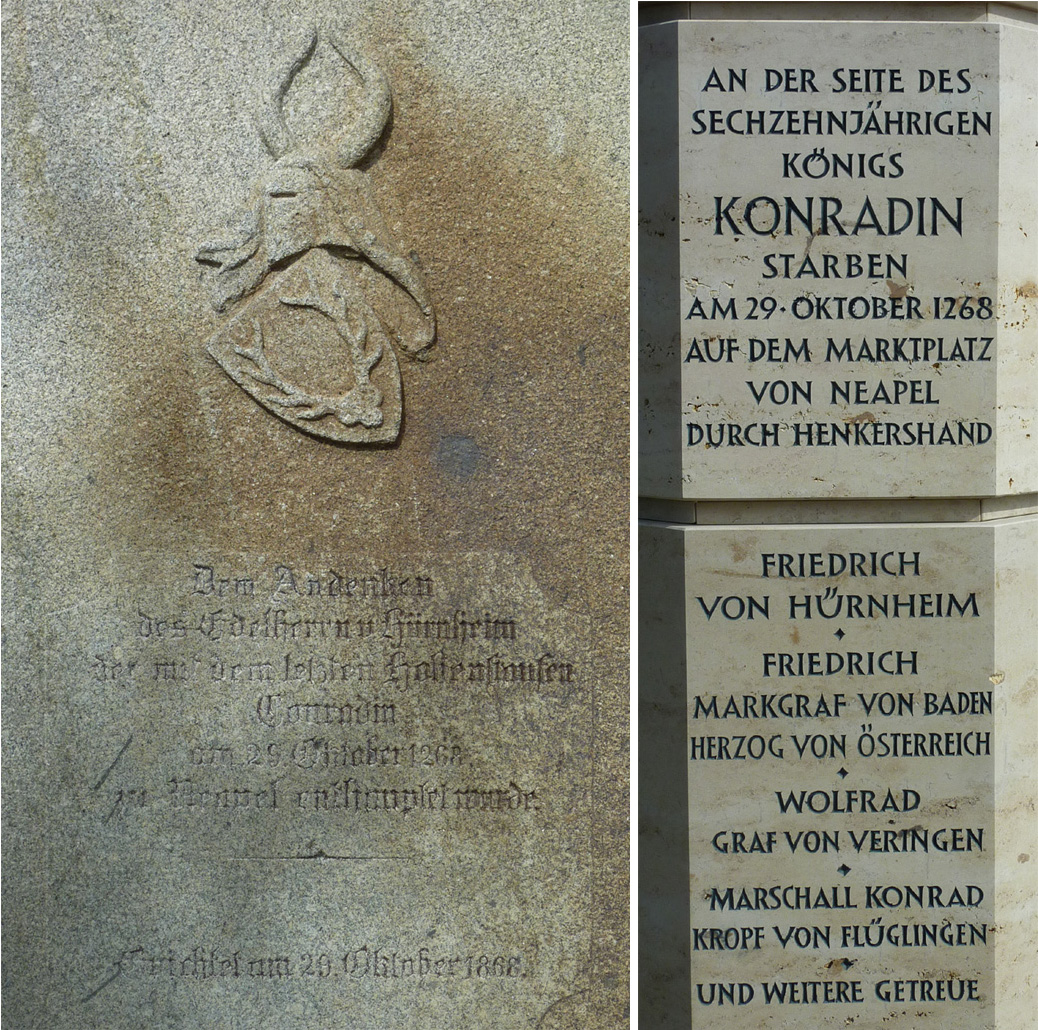
Gedenktafel von 1868 (links) und Text auf der Stauferstele von 2012 (rechts)
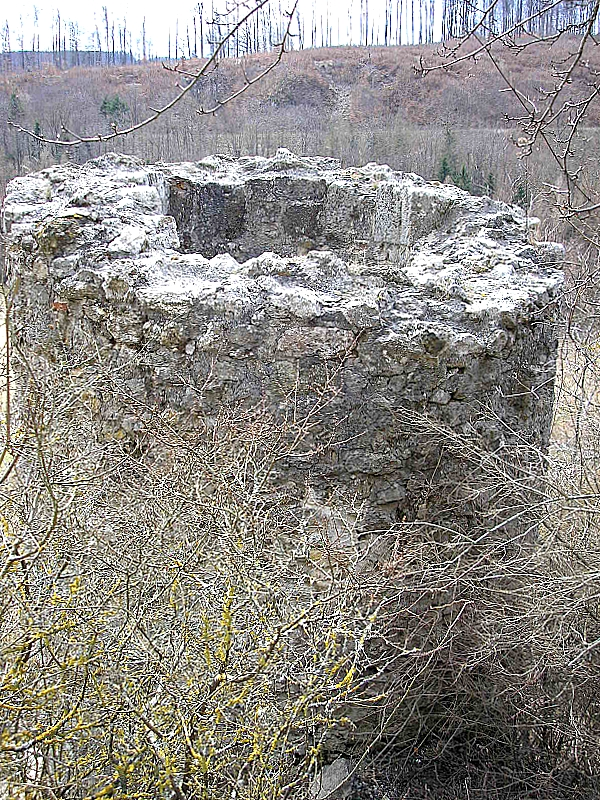
Der „Wasserturm“ vor der Südseite
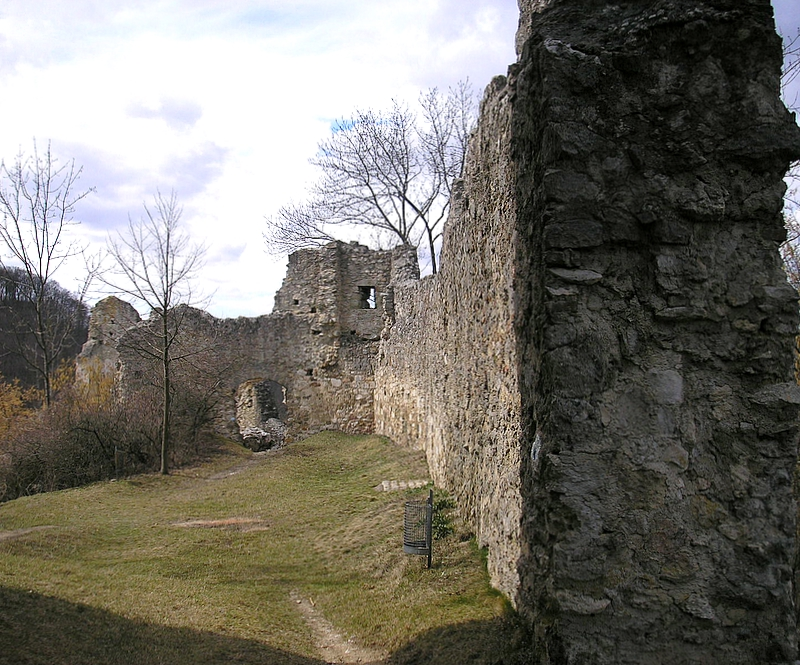
Der Westteil der Burgruine
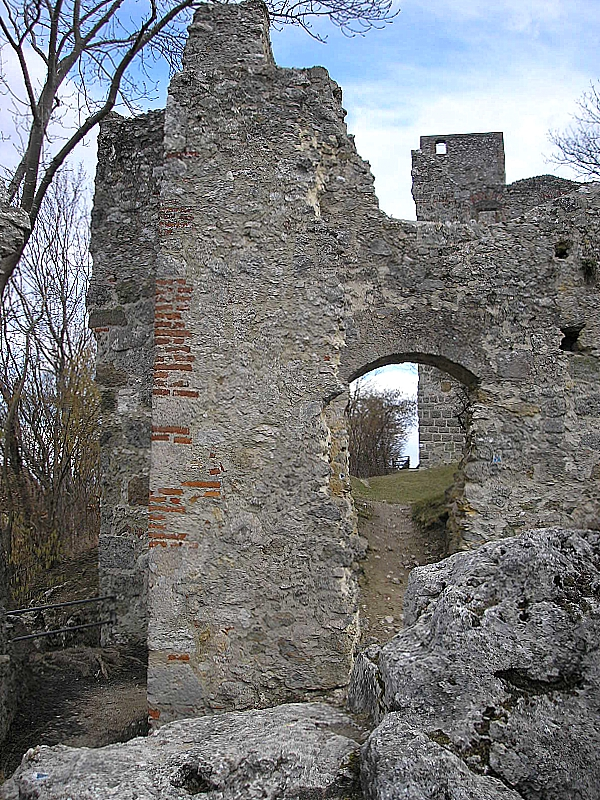
Gegenblick nach Osten zum Bergfried
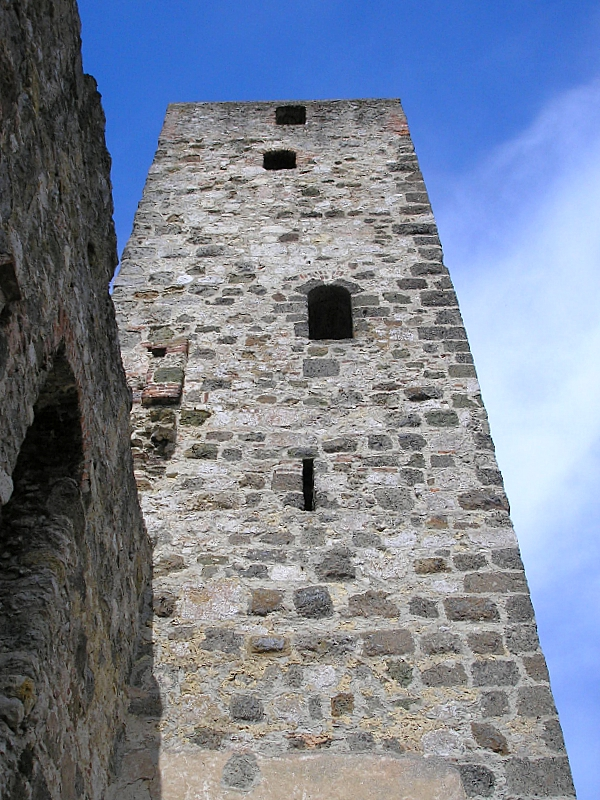
Der Bergfried von Süden
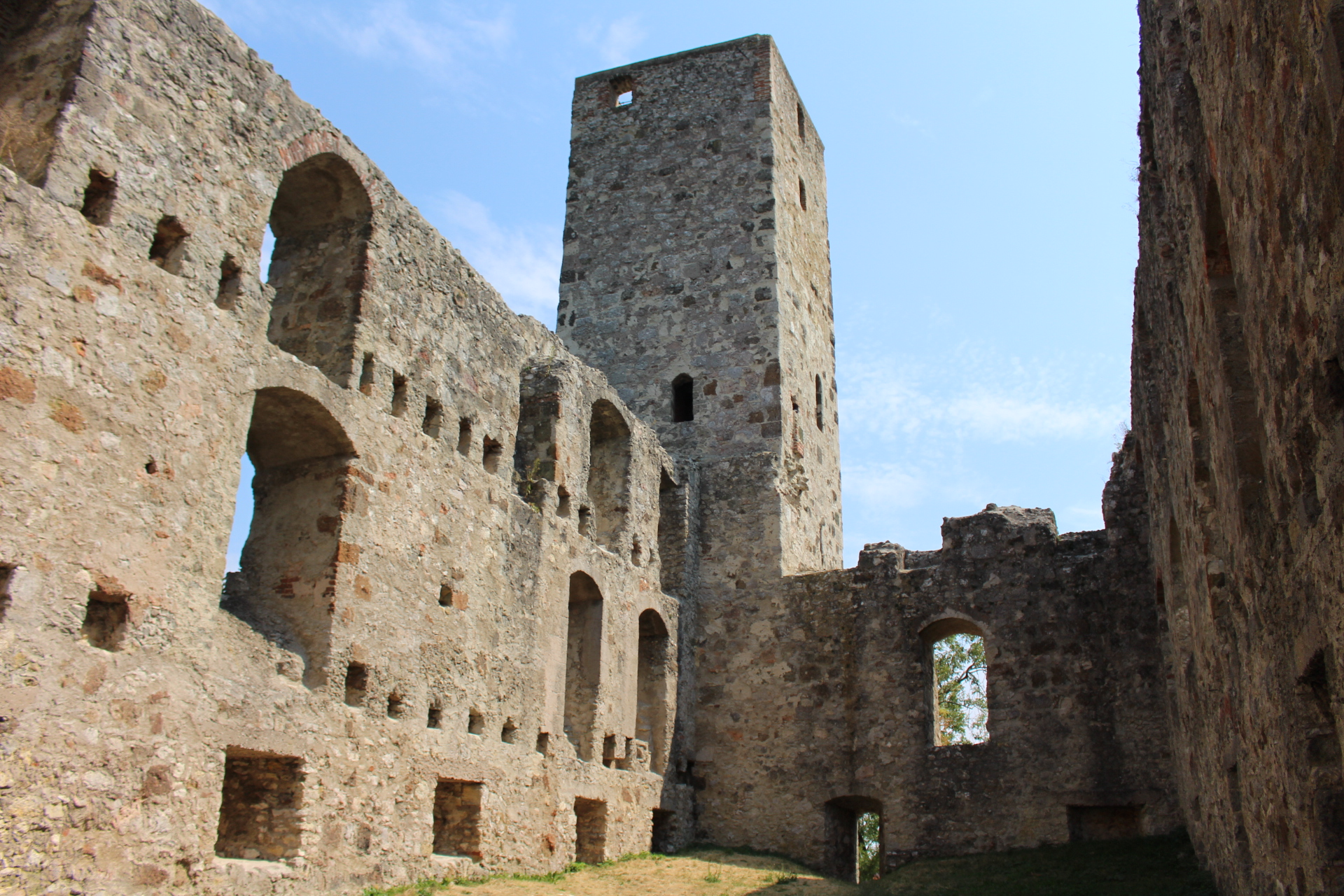
Innenansicht